# Ponte a Egola
Ponte a Egola est une frazione (hameau) de la commune de San Miniato, dans la province de Pise en Italie. Elle compte 3 896 habitants en 2016.

## Patrimoine
L'église du Sacré-Coeur (en italien : Chiesa del Sacro Cuore) a été construite en 1875 à la demande des habitants de Ponte a Egola qui, jusqu'alors, dépendaient de deux paroisses différentes, celles de Cigoli et de Stibbio. Elle a fait l'objet de travaux de restauration en 1996 ; une sculpture est créée pour le « Grand Œil » central de la façade, représentant "La Mère de la Terre",.